# Wachstumsfaktor BDNF
Der Wachstumsfaktor BDNF (von englisch brain-derived neurotrophic factor, deutsch: „zerebraler neurotropher Faktor“) ist ein Protein aus der Gruppe der Neurotrophine und ist mit den Nervenwachstumsfaktoren eng verwandt. Es kommt in allen Wirbeltieren vor. Mutationen im menschlichen BDNF-Gen sind eine Ursache für das Undine-Syndrom und werden außerdem mit dem WAGR-Syndrom und dem Risiko für Bulimia nervosa Typ 2 assoziiert.

## Funktion und Vorkommen
BDNF wirkt auf verschiedene Neuronen des zentralen und des peripheren Nervensystems. Es ist am Schutz existierender Neuronen und Synapsen beteiligt und fördert das Wachstum neuer. Im Gehirn ist es in Hippocampus, Großhirnrinde und Vorderhirn aktiv, also in Bereichen, die basal für Gedächtnis und abstraktes Denken sind. Hier spielt BDNF auch eine große Rolle für das Langzeitgedächtnis.
BDNF ist eines der aktivsten Neurotrophine und vor allem für die adulte Neurogenese von großer Bedeutung. Im Tierversuch zeigt sich, dass Mäuse ohne BDNF Entwicklungsdefizite im Gehirn und dem Sensorium aufweisen und meist kurz nach der Geburt sterben.
BDNF kommt nicht nur im Gehirn vor, sondern auch in zahlreichen Zelltypen und im Gewebe, in der Netzhaut, den Nieren, der Prostata und menschlichem Speichel.

## BDNF und Krankheiten
Verschiedene Studien legen nahe, dass ein Mangel oder Überschuss an BDNF mit Depression, Schizophrenie, Zwangsstörung, Alzheimer-Krankheit, Chorea Huntington, Demenz, Anorexia nervosa, Bulimia nervosa und dem Rett-Syndrom in Zusammenhang steht. Auch Epilepsie und das Reizdarmsyndrom wurden mit einer Veränderung im BDNF in Zusammenhang gebracht.

### Depression
Eine Studie zeigte bei Mäusen, dass Antidepressiva (sowohl SSRI als auch trizyklische Antidepressiva) am BDNF-Protein binden. Sie greifen damit in einen zentralen Anpassungsmechanismus des Gehirns ein, der als synaptische Plastizität bezeichnet wird. Dies könnte zum besseren Verständnis des antidepressiven Wirkmechanismus beitragen.